# Raymonda Verlinden
Raymonda Verlinden (Kessel, 25 september 1945 - 2003) was een Belgisch boogschutter.

## Levensloop
Verlinden nam deel aan de wereldkampioenschappen van 1981 in het Italiaanse Punta Ala en in 1983 te Los Angeles. In 1981 behaalde ze een 82e plaats in de eindrangschikking en in 1983 de 23e plek.
Daarnaast nam ze deel aan de Olympische Zomerspelen van 1984 te Los Angeles, alwaar ze 40e eindigde in de eindrangschikking. 
Haar zoon Nico Hendrickx was eveneens actief in het boogschieten.